# 영파여자중학교
영파여자중학교(英坡女子中學校)는 대한민국 서울특별시 송파구 풍납동에 있는 사립 중학교이다.

## 학교 연혁[1]
- 1966년 8월 1일 : 합자회사(광성요업사) 사장 박수길 선생 투자로 본교사 신축
- 1967년 3월 30일 : 학교법인 영파학원 설립허가, 이사장 박수길 선생 취임
- 1967년 10월 28일 : 영파여자중학교 설립인가
- 1968년 3월 5일 : 1학년 2학급 입학(112명)
- 1968년 5월 15일 : 초대 유영근 교장 취임
- 1971년 2월 5일 : 제1회 졸업(83명)
- 1997년 1월 14일 : 제3대 이사장 박태영 선생 취임
- 2014년 3월 1일 : 서울형 자유학기제 희망학교 운영
- 2020년 3월 1일 : 제15대 백남충 교장 취임
- 2022년 2월 4일 : 제52회 졸업(108명)
- 2022년 3월 2일 : 1학년 입학(117명)
- 2022년 12월 31일 : 그린스마트 미래학교 추진 우수 학교 수상
- 2023년 3월 2일 : 1학년 입학(89명)

## 학교법인-영파학원
영파학원의 학교로는 영파여자중학교와 영파여자고등학교가 있다
현재 영파학원이사장은 박태영(친족 이사)이며 임기는 2027년 6월 21일까지이다

## 참고 자료
- 영파여자중학교 - 한국교육학술정보원 학교알리미